# Kern-Overhauser-Effekt

Energieniveau-Diagramme für ein System aus zwei Kernspins (AX-Spinsystem)
a) (links) der Gleichgewichtszustand, bestimmt durch die Boltzmann-Verteilung
b) (mittig) Die Energieniveaus des einen Kerns (A) werden durch die Sättigung gleichbesetzt, die dipolare Kopplung mit Umgebungskernen ermöglicht die Übergänge W_{0} und W_{2}
c) (rechts) Änderung der Intensität des anderen Kerns (X)

Der Kern-Overhauser-Effekt (engl. nuclear Overhauser effect, NOE), benannt nach Albert Overhauser, ist ein Effekt in der Kernspinresonanzspektroskopie (NMR). Er wurde 1965 von Frank Anet und Anthony Bourn entdeckt, die während der NMR-Messung mit einem zweiten Sender die Resonanz eines Protons bzw. einer Protonengruppe permanent in Sättigung hielten. Bei diesem Entkopplungsexperiment konnte beobachtet werden, dass die Resonanz-Intensität räumlich benachbarter Protonen erheblich ansteigt.
Der Kern-Overhauser-Effekt muss vom Overhauser-Effekt abgegrenzt werden, der zwischen Kernen und ungepaarten Elektronen wirkt und 1951–1953 von Albert Overhauser entdeckt wurde.

## Beschreibung
Das NOE-Experiment kann anhand eines dipolar gekoppelten Zweizustandssystems zweier Kerne A und X veranschaulicht werden (AX-Spinsystem). Diese sollen räumlich nah sein.
(Die skalare Kopplung, auch J-Kopplung oder indirekte (Spin-Spin-)Kopplung genannt, der zweite Kopplungsmechanismus der NMR-Spektroskopie, ist von dieser Anschauung unberührt, es gilt also {\displaystyle J=0}.)
In diesem System existieren vier Kernspinzustände, die in der Reihenfolge zunehmender Energie charakterisiert werden durch {\displaystyle \left|\alpha _{A}\alpha _{X}\right\rangle ,\left|\alpha _{A}\beta _{X}\right\rangle ,\left|\beta _{A}\alpha _{X}\right\rangle } und {\displaystyle \left|\beta _{A}\beta _{X}\right\rangle }. Sie finden sich ebenfalls in der rechtsstehenden Abbildung.
Durch einen RF-Puls werden z. B. alle Übergänge von Spins der A-Kerne induziert. Es findet Absorption statt, bis jeweils die Population des unteren und oberen Niveaus der beiden an der Absorption beteiligten Zustände gleich ist (Sättigung) und kein Gleichgewichtszustand mehr herrscht. Diese Übergänge sind: {\displaystyle \left|\alpha _{A}\alpha _{X}\right\rangle \to \left|\beta _{A}\alpha _{X}\right\rangle } sowie {\displaystyle \left|\alpha _{A}\beta _{X}\right\rangle \to \left|\beta _{A}\beta _{X}\right\rangle }.
In der oben stehenden Abbildung nehmen entsprechend den sich ändernden Besetzungsverhältnissen die Liniendicken der Zustände {\displaystyle \left|\beta _{A}\alpha _{X}\right\rangle } und {\displaystyle \left|\beta _{A}\beta _{X}\right\rangle } zu (Zunahme der Besetzung), die von {\displaystyle \left|\alpha _{A}\alpha _{X}\right\rangle } und {\displaystyle \left|\alpha _{A}\beta _{X}\right\rangle } jedoch ab, da sie relativ gesehen entvölkert werden. Zur Erinnerung: im Gleichgewichtszustand, also vor dem ersten RF-Puls, ist die Besetzung aller vier Spin-Niveaus unterschiedlich (Abbildung a)). Sie wird im Gleichgewicht durch die Boltzmann-Verteilung bestimmt. Wichtig zu beachten ist außerdem, dass in einem NOE-Experiment Kern A angeregt (sprich gesättigt), jedoch Kern X detektiert wird.
Die Intensität eines zweiten, zeitlich verzögerten Pulses beispielsweise auf der Resonanzfrequenz von X, also {\displaystyle \omega (X)}, ist maßgeblich davon bestimmt, wie das im vorangegangenen Schritt gesättigte Zweispinsystem relaxiert. Die Haupttriebkraft für die Relaxation ist die dipolare Kopplung (auch als direkte Kopplung bezeichnet). Die aus ihr resultierende Relaxationsrate und damit die Intensität {\displaystyle I(NOE)} hängt wie folgt ab vom Abstand {\displaystyle r} zwischen beiden Dipolen (hier: Atomkernen A und X):
{\displaystyle I(NOE)\propto {\frac {1}{r^{6}}}}
Das Relaxationsverhalten des zweiten Kerns kann nur dann stark genug beeinflusst werden, wenn die Abstände der Kerne AX (durch den Raum, through space) klein genug sind (≤5,5 Å). Die dipolare Kopplung zwischen den nahe gelegenen Kernen ermöglicht eine verschiedene Relaxationszeit der {\displaystyle \left|\beta _{A}\right\rangle } bzw. {\displaystyle \left|\beta _{X}\right\rangle }-Populationen und damit die Übergangswahrscheinlichkeit {\displaystyle \left|\alpha _{A}\right\rangle \to \left|\beta _{A}\right\rangle } bzw. {\displaystyle \left|\alpha _{X}\right\rangle \to \left|\beta _{X}\right\rangle } für den zweiten Puls ({\displaystyle \omega (A)} bzw. {\displaystyle \omega (X)}). Ergibt die Relaxationsdynamik eine niedrigere Population von {\displaystyle \left|\beta _{A}\alpha _{X}\right\rangle } und eine höhere Population von {\displaystyle \left|\alpha _{A}\alpha _{X}\right\rangle } als diejenige im Gleichgewicht, so ist die Intensität des Übergangs {\displaystyle \left|\alpha _{A}\right\rangle \to \left|\beta _{A}\right\rangle } verstärkt.
Vernachlässigt man alle anderen Relaxationsmechanismen und berücksichtigt nur die dipolare Relaxation, so ergibt die Theorie des NOE gemäß der Solomon-Gleichung einen maximalen (Kern-Overhauser-)Verstärkungsfaktor {\displaystyle \eta } von
{\displaystyle \eta ={\frac {\gamma _{A}}{2\gamma _{X}}}}.
Nach der Formel für die Gesamtintensität
{\displaystyle I=(1+\eta )\cdot I_{0}}
oder auch
{\displaystyle \Leftrightarrow \eta ={\frac {I}{I_{0}}}-1}
kann die maximale Verstärkung beim homonuklearen 1H-Experiment somit 50 % betragen.

## Anwendung
Der NOE wird heute für viele NMR-Experimente zur Struktur- und Konformationsaufklärung großer und kleiner Biomoleküle sowie ihrer Interaktion verwendet, u. a. bei Peptiden und Proteinen.
Weiterhin kann das Ziel eines NOE-Experiments eine semiquantitative Entfernungsmessung sein, aber auch eine Signalverstärkung, um unempfindliche Kerne (z. B. 13C) mit annehmbarem Aufwand messen zu können (1H-Breitband-Entkopplung in der 13C-NMR-Spektroskopie).